# 斯泰波韋 (斯泰普諾希爾斯克市鎮)
47°32′32″N 35°28′19″E / 47.54222°N 35.47194°E
斯泰波韋（烏克蘭語：Степове）是位於烏克蘭東南部的村莊，由扎波羅熱州瓦西里夫卡區斯泰普諾希爾斯克市鎮負責管轄。該村始建於1921年，面積16.8平方公里，海拔高度88米，2001年人口118，人口密度每平方公里7.02人。